# Afralebra melichari
Afralebra melichari är en insektsart som beskrevs av Irena Dworakowska 1993. Afralebra melichari ingår i släktet Afralebra och familjen dvärgstritar. Inga underarter finns listade i Catalogue of Life.